# Armory Show

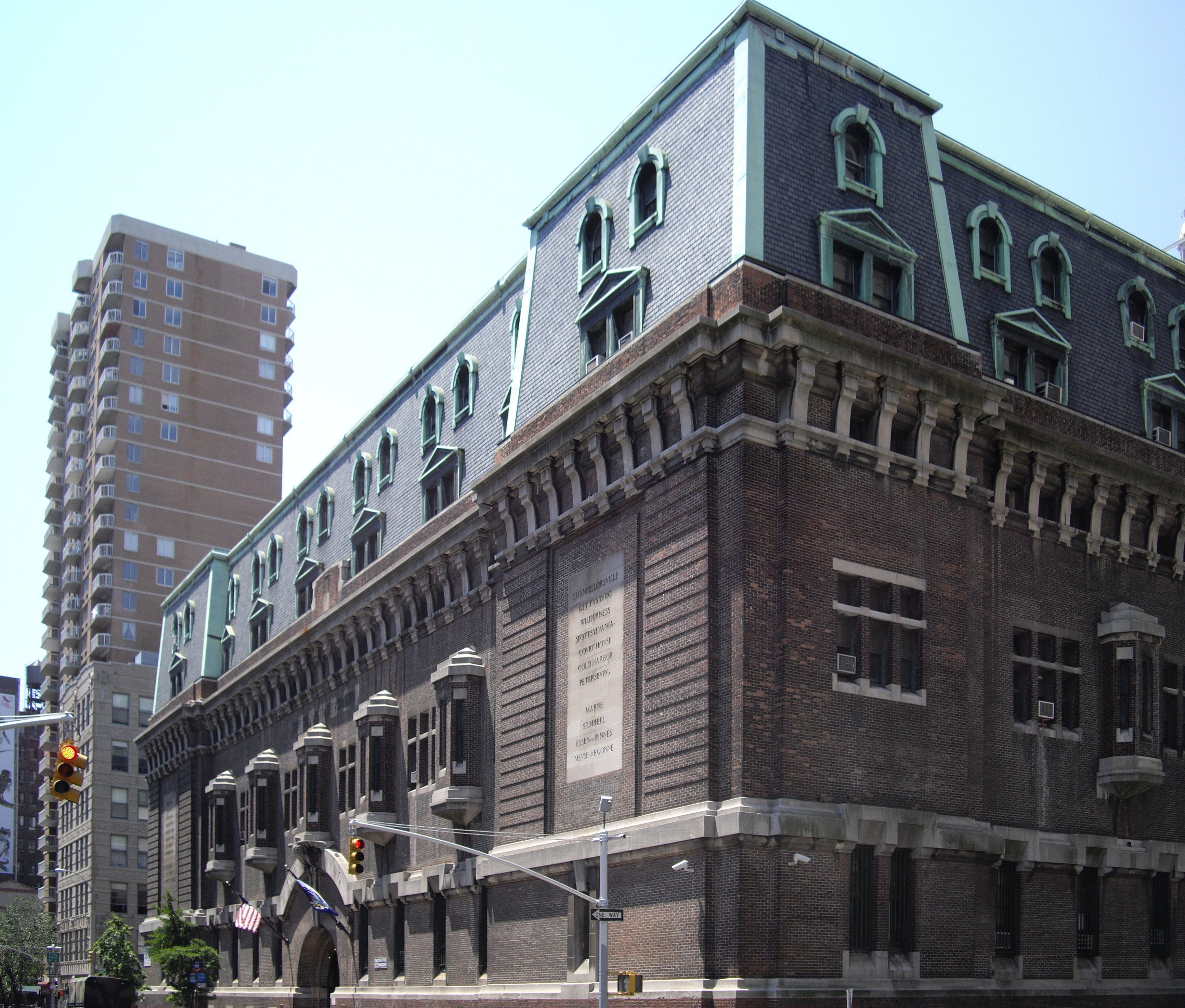
Namengebender Ort der Ausstellung:
69th Regiment Armory, Lexington Avenue, New York

Die Armory Show, offiziell International Exhibition of Modern Art, war eine Ausstellung von Kunstwerken und Skulpturen der Moderne, die vom 17. Februar bis zum 15. März 1913 im 69th Regiment Armory, der Halle des 69. Regiments der Nationalgarde in der Lexington Avenue in New York City, gezeigt wurde. Sie war anschließend in Chicago und Boston zu sehen. Die Ausstellung hatte einen großen Einfluss auf die Entwicklung der amerikanischen Kunst, und so wird oft das Jahr 1913 als Beginn der Moderne in Amerika angegeben.
Angelehnt an diese Ausstellung wurde eine 1994 in New York gegründete Kunstmesse The Armory Show – The International Fair of New Art genannt.

## Vorgeschichte

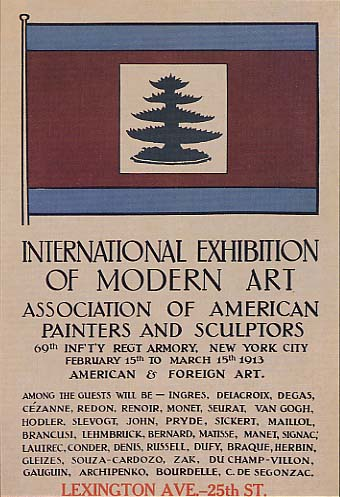
Poster der Armory Show, New York 1913

Im Jahre 1911 trafen die Künstler Jerome Myers, Elmer MacRae und Walt Kuhn den Besitzer der in New York ansässigen Madison Gallery, Henry Fitch Taylor. Im Verlauf des Gesprächs beschloss man die Gründung einer Künstlervereinigung, der Association of American Painters and Sculptors. Sie sollte das Ziel haben, Ausstellungen zeitgenössischer Kunst zu organisieren, um die akademischen Ausstellungsregeln der National Academy of Design zu umgehen. Nach mehreren Treffen und mit Anschluss einer Gruppe von Künstlern, bekannt unter dem Namen „The Eight“, der Robert Henri angehörte, wurde am 19. Dezember 1911 der Grundstein für die Künstlervereinigung gelegt. Nach langen Debatten über den Ausstellungsort wurde das Gebäude 68, Lexington Avenue gefunden und man mietete es, dank der finanziellen Unterstützung der Kunstmäzeninnen Gertrude Vanderbilt Whitney und Mabel Dodge Luhan, für 5.000 Dollar an. Weitere Sponsoren und Vizepräsidenten der Show waren der Fotograf und Galerist Alfred Stieglitz, die Kunstsammlerin und Mäzenin Isabella Stewart Gardner sowie die Künstler Claude Monet und Odilon Redon. Eine weitere Förderin und Leihgeberin von Kunstwerken war Lillie P. Bliss.
Die Wahl von Arthur B. Davies zum Präsidenten der Vereinigung prägte den Charakter der Ausstellung entscheidend, zumal er zudem Kontakte zum wohlhabenden Mäzenatentum hatte und ein ausgesprochenes Organisationstalent war. Im Sommer 1912 sah Davies den Katalog der damals in Köln gezeigten Internationalen Kunstausstellung des Sonderbundes Westdeutscher Kunstfreunde und Künstler zu Cöln 1912, einer Ausstellung, die als wichtigste Präsentation europäischer Moderne vor dem Ersten Weltkrieg gilt und „in ihrer Struktur direktes Vorbild der […] ‚Armory Show‘“ war. Davies ließ seinen Sekretär Walt Kuhn nach Europa reisen, woraufhin dieser noch rechtzeitig am 30. September die Sonderbund-Ausstellung während der Abbauphase besuchen konnte. In Den Haag, Amsterdam und München nahm er Verbindung zum Kunsthandel auf, so in Berlin zu Max Liebermann, dem Kunsthändler Alfred Flechtheim und dem Verleger Paul Cassirer, um die Leihgaben zu organisieren. In Paris traf Kuhn auf die amerikanischen Künstler Alfred Maurer, Jo Davidson und Walter Pach, die gemeinsam versuchten, einige Beispiele französischer Kunst für die vorgesehene Ausstellung zu erwerben.

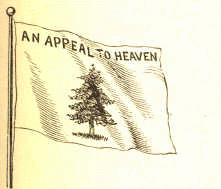
The Pine Tree Flag aus der Amerikanischen Unabhängigkeitsbewegung

Ende Oktober 1912, Kuhn hatte Davies telegrafisch um Hilfe gebeten, reiste dieser nach Paris, um gemeinsam nach London zu fahren. Sie besuchten dort die in den Grafton Galleries stattfindende Second Post-Impressionist Exhibition, eine von Roger Fry ausgerichtete Ausstellung. Etwas enttäuscht von den ausgestellten Exponaten, wählten sie vor allem Bilder von Henri Matisse und sorgten für deren Verschiffung in die USA. Am 21. November traten Davies und Kuhn die Heimreise an und richteten nach ihrer Rückkehr der Presse aus, dass im Mittelpunkt ihrer „Ausstellung im Februar des folgenden Jahres […] eine umfangreiche Sammlung radikaler europäischer Kunst“ zu sehen sein werde, „von der die amerikanische Öffentlichkeit bislang nur vage gehört habe.“
Am 14. Dezember 1912 schrieb Kuhn einen Brief an seine Frau Vera, in dem er ihr die Idee für das Erscheinungsbild der Ausstellung schildert: „Wir haben ein Emblem übernommen. Den Kiefernbaum aus der alten Revolutionsflagge. Ich hatte die Idee eines morgens im Bett. Davies machte die Zeichnung und wir werden es auf dem Briefpapier, den Katalogen, Plakaten und überall haben. Außerdem werden wir Buttons einsetzen – hier ist der Entwurf […] wir werden an die Tausend davon haben und sie an jedermann verteilen, von Pennern bis zu Predigern – Kunststudenten.“ So wurden, nach dem Entwurf von Kuhn, im Vorfeld der Ausstellung, unter anderem jeweils 50.000 Programmhefte und Postkarten, auf denen der Kiefernbaum und die wichtigsten Exponate dargestellt wurden, für den Verkauf gedruckt.

## Die Ausstellung

Grundriss der Ausstellungshalle

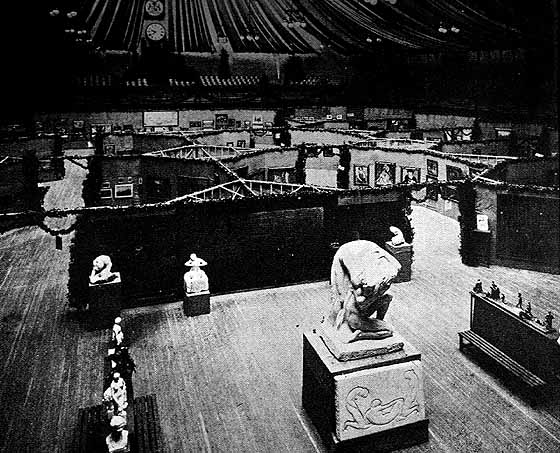
Blick in die Ausstellung

Insgesamt wurden rund 1.250 Werke, darunter großformatige Skulpturen, von 300 Künstlern der europäischen Avantgarde – allein 399 Gemälde und 21 Skulpturen kamen aus Europa – sowie der amerikanischen zeitgenössischen Kunst präsentiert, die in den drei Städten insgesamt um die 300.000 Besucher anzog.

### New York
Der Ausstellungsraum, eine riesige leere Halle, wurde zunächst in ein Labyrinth aus mehreren Räumen verwandelt, die Trennwände mit Sackleinen verkleidet und mit Laub dekoriert und die Räume hell erleuchtet. Die Halle wurde mit einer Kuppel aus Stoffbahnen bekrönt. Am Abend des 17. Februar schmetterte „die Regimentskapelle […] ihr Repertoire an Liedern, die elegant gekleidete Menge schwirrte vor Aufregung, John Quinn hielt eine kurze Rede […]“, danach war die Ausstellung offiziell eröffnet.
Der Raum war in achtzehn mit „Gallery A“ bis „Gallery R“ betitelten Räumen unterteilt. Gallery A zeigte American Sculpture and Decorative Art; Gallery B American Paintings and Sculpture; Gallery C bis F American Paintings; Gallery G English, Irish and German Paintings and Drawings; Gallery H bis I French Painting and Sculpture; Gallery J French Paintings, Water Colors and Drawings; Gallery K French and American Water Colors, Drawings, etc.; Gallery L American Water Colors, Drawings, etc.; Gallery M American Paintings; Gallery N American Paintings and Sculpture; Gallery O French Paintings; Gallery P French, English, Dutch and American Paintings; Gallery Q French Paintings und Gallery R French, English and Swiss Paintings.
Die Präsentation der Europäischen Malerei und Skulptur wurde in ihrem historischen Abschnitt von Arthur B. Davies konzipiert und sollte dem Besucher die Entwicklung der modernen Kunst an Beispielen der französischen Malerei von Jean-Auguste-Dominique Ingres, Eugène Delacroix, Jean-Baptiste Camille Corot, Honoré Daumier, Gustave Courbet, den Symbolisten, Impressionisten und Nachimpressionisten bis hin zur Kunst des 20. Jahrhunderts aufzeigen, wobei die Ausstellungsmacher die akademische Malerei der französischen Schulen als zentral ansahen. Etwa 75.000 Besucher verzeichnete die Ausstellung, während die amerikanische Presse allein für den letzten Tag, den 15. März, von 12.000 Besuchern sprach.
Als einziger Künstler der europäischen Avantgarde war Francis Picabia, der in der Ausstellung vertreten war, mit seiner Frau Gabrielle vor Ort und berichtete seinen Künstlerfreunden, beispielsweise den Brüdern Duchamp, von dem großen Ereignis. Zwei Tage nach Schließung der Armory Show in New York hatte er seine erste Einzelausstellung in Alfred Stieglitz’ Galerie 291.

### Chicago
Die Show in Chicago, die vom 24. März bis 16. April im Art Institute of Chicago, 111 South Michigan Ave, gezeigt wurde, umfasste aus Platzgründen lediglich 634 Arbeiten, bestehend aus 312 Ölbildern, 57 Aquarellbildern, 120 Drucken, 115 Zeichnungen und 30 Skulpturen, wobei vieles der amerikanischen Kunst nicht mehr gezeigt wurde. Die Schau wurde vornehmlich durch den Chicagoer Anwalt Arthur T. Aldis getragen, einem Bewunderer des Modernismus, der bei der Wahl der Ausstellungsstücke mitbestimmte.
Die Chicagoer Bevölkerung, aufgestachelt durch die Werbepropaganda, die die Ausstellung in New York erfuhr, stellte sich zunächst in Abwehrhaltung, doch „Andeutungen über die Unmoral einiger Exponate, sowie der kostenlose Eintritt an einigen Tagen führten zu Besucherrekorden.“ Während der Ausstellung hatte der Lehrkörper des Art Institute die Ausstellung lächerlich zu machen versucht – bei einem von Constantin Brâncușis Akten hatte man angeblich „sechs Fußzehen“ gesehen, was das Gespött noch verstärkte. So wurden von Studenten der Verbindung Law and Order Porträtpuppen von Künstlern wie Matisse und Brâncuşi, Pach, aber auch von Walt Kuhn, der die moderne Kunst in Chicago vermittelte, öffentlich verbrannt, da die künstlerische Avantgarde in ihren Augen eine Gefahr darstellte. Insgesamt hatte die Ausstellung während der 23 Tage 188.560 Besucher, was einen durchschnittlichen Tagesbesuch von annähernd 8.200 ausmachte.

### Boston
In Boston wurde die Ausstellung, reduziert auf 250 ausländische Exponate, vom 28. April bis 19. Mai in den Räumen der Copley Society of Art, 158 Newbury Street, gezeigt, konnte aber, trotz Kuhns späterer Meinung, dass dies „die beste der drei Ausstellungen“ gewesen sei, die Bevölkerung nicht begeistern und war weder finanziell noch werbewirksam ein Erfolg. Andere Städte wollten die Ausstellung unbedingt übernehmen, aber der Veranstalter, die Association of American Painters and Sculptors, beschloss, die Armory Show zu beenden.

## Die Künstler
Die französische Sektion war vertreten durch Künstler wie Henri Matisse, Albert Marquet, Georges Rouault, André Derain, Maurice de Vlaminck und Raoul Dufy bei den Fauves. Bei den Kubisten wurden Pablo Picasso, Georges Braque mit drei Gemälden, darunter Violine (MOZART/KUBELICK) aus dem Jahr 1912, Francis Picabia, Fernand Léger, Albert Gleizes, Raymond Duchamp-Villon, Jacques Villon und Marcel Duchamp gezeigt. Zudem zeigten die Aussteller Werke von Robert Delaunay sowie weniger bekannte Künstler wie Georges Dufrénoy mit Vals et vallons und Sienne, André Dunoyer de Segonzac, Othon Friesz, Roger de La Fresnaye, Jacqueline Marval und Marie Laurencin, des Weiteren Vincent van Gogh, Paul Gauguin, Édouard Manet, Paul Signac, Georges Seurat, ferner Claude Monet, Auguste Rodin, Odilon Redon, Edvard Munch, Kasimir Malewitsch, Manolo Martínez Hugué, Hanns Bolz sowie Wassily Kandinsky mit Improvisation Nr. 27 von 1912 und Paul Cézanne mit den Bildern Mont Sainte-Victoire und Une vieille femme avec un rosaire (Alte Frau mit Rosenkranz), das heute im Besitz der National Gallery in London ist.

Bilder aus der Ausstellung
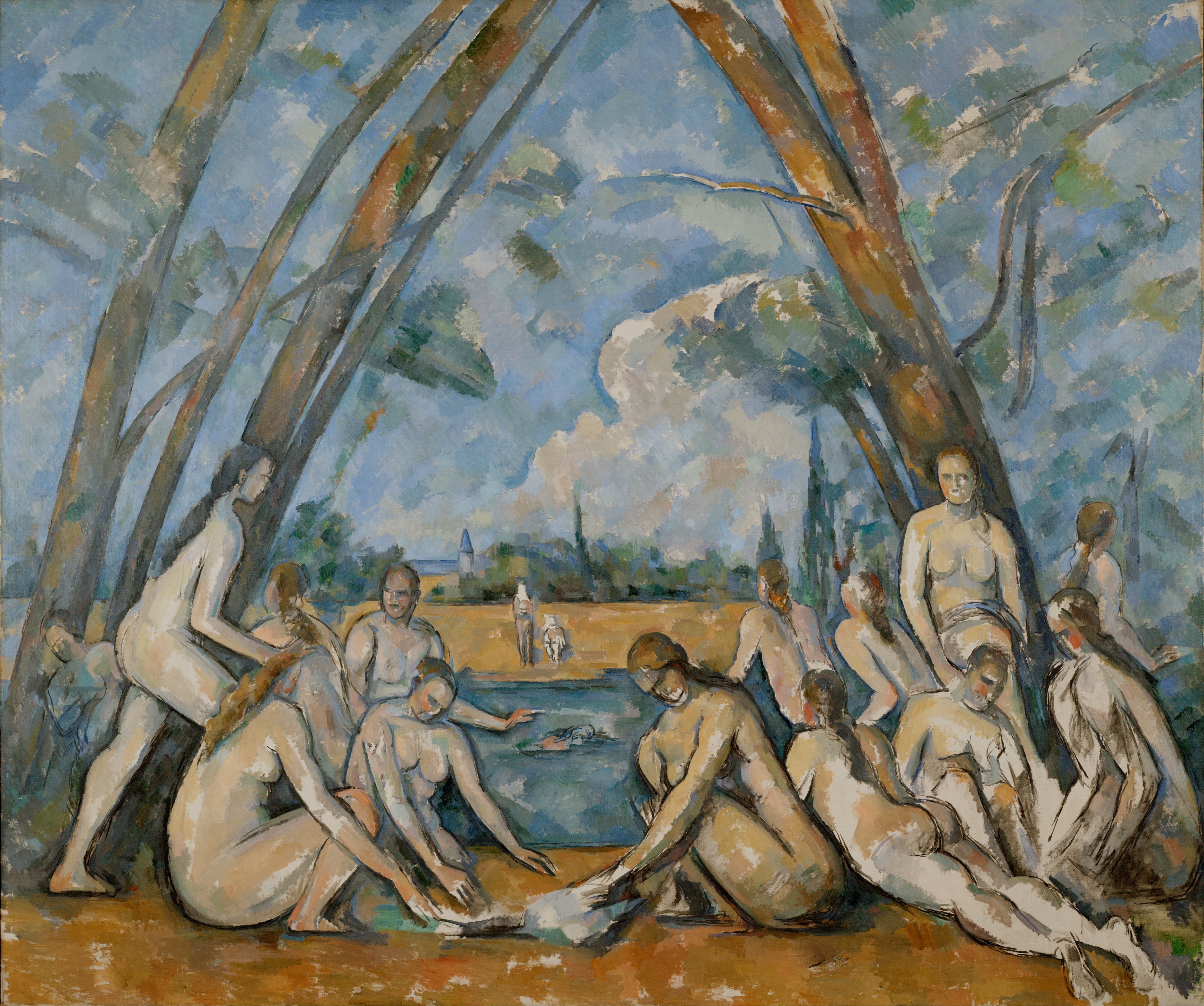
Paul Cézanne: Les Grandes Baigneuses, 1898–1905
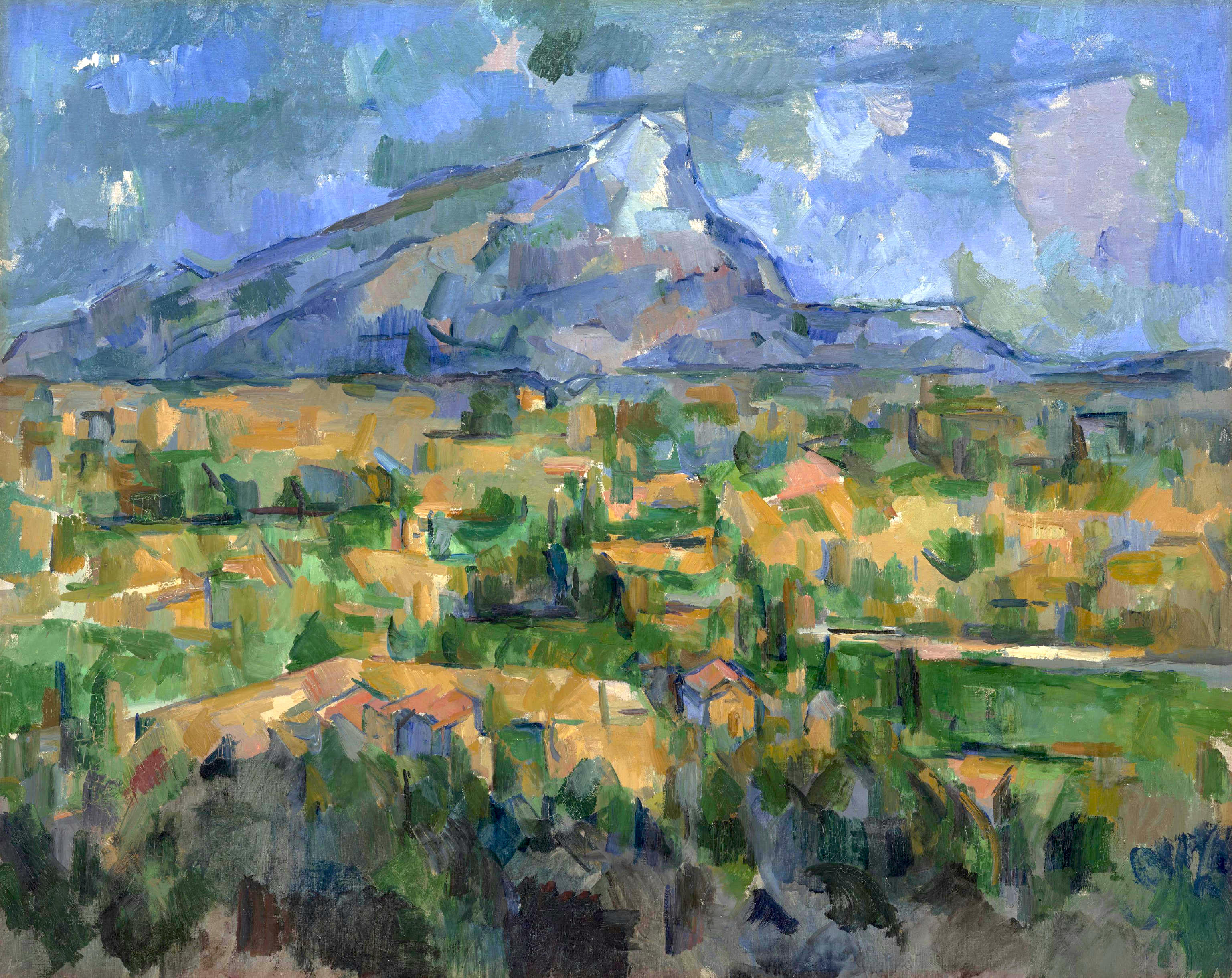
Paul Cézanne: Mont Sainte-Victoire, 1904–1906
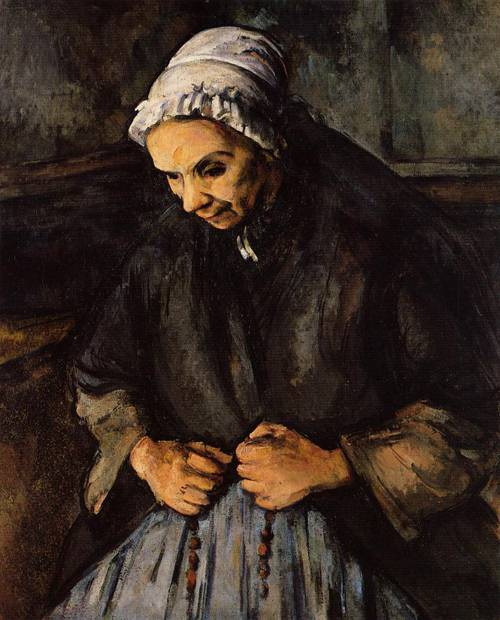
Paul Cézanne: Une vieille femme avec un rosaire, 1895/96
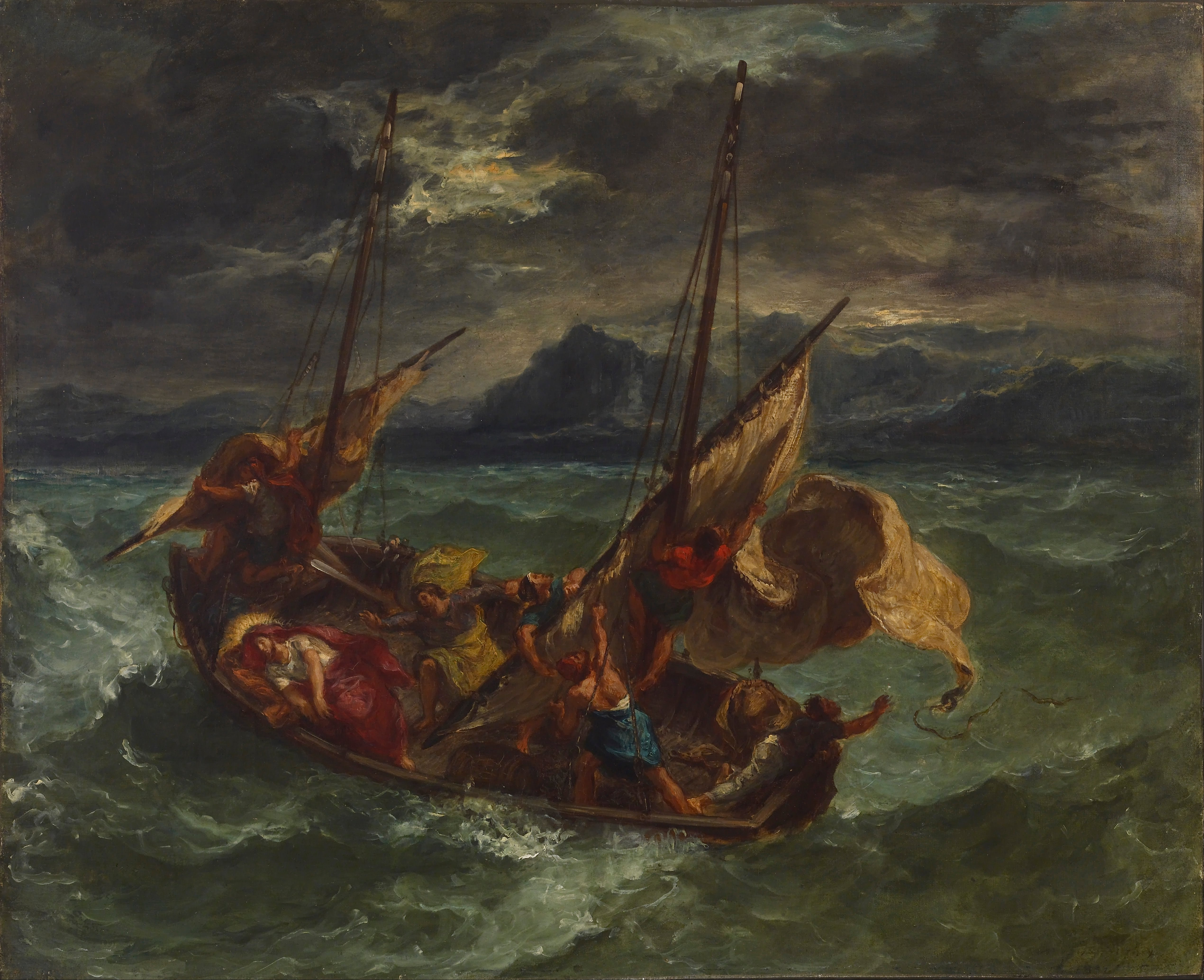
Eugène Delacroix: Jésus sur le lac de Génézareth, 1853
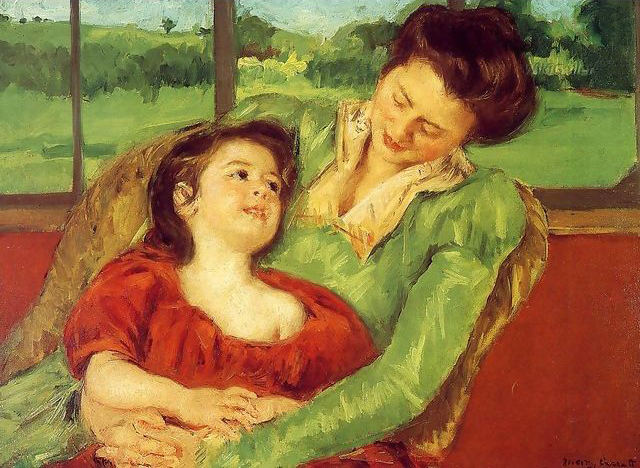
Mary Cassatt: Mère et enfant (Reine Lefebre and Margot before a Window), um 1902
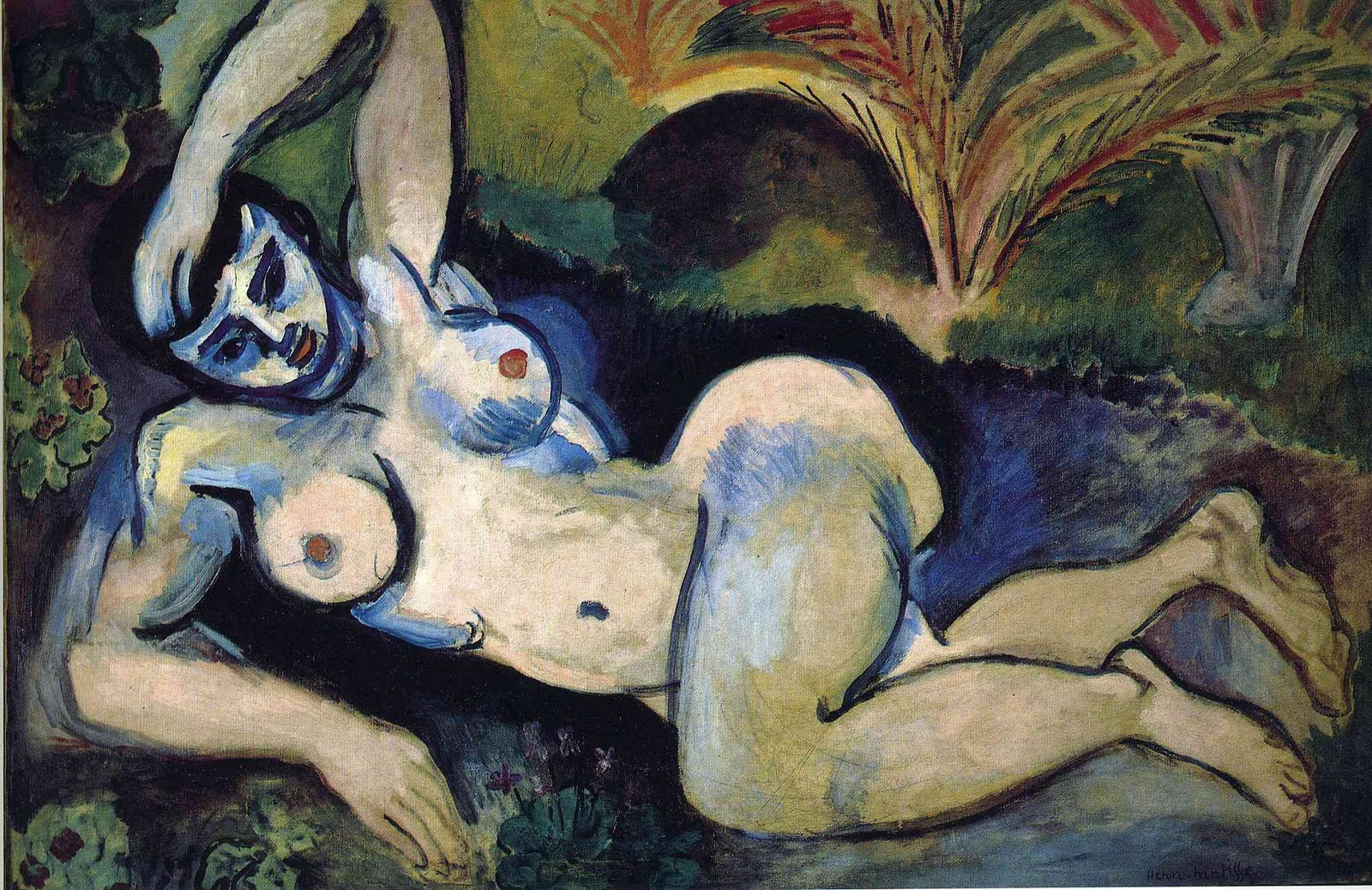
Henri Matisse: Nu bleu (souvenir de Biskra),           1907
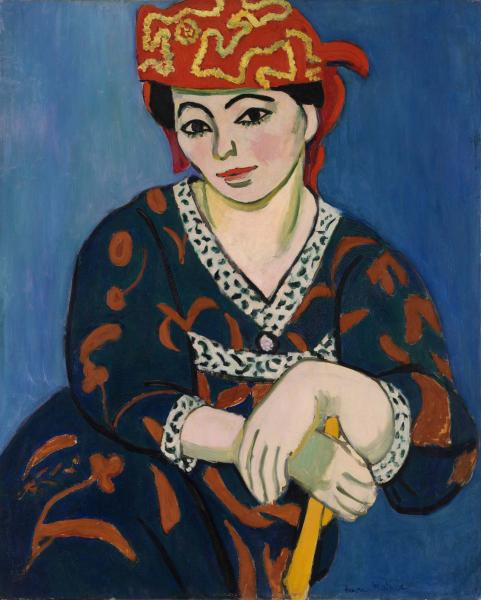
Henri Matisse: Madras Rouge, 1907
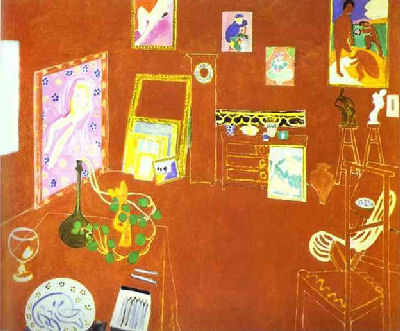
Henri Matisse: Atelier Rouge, 1911
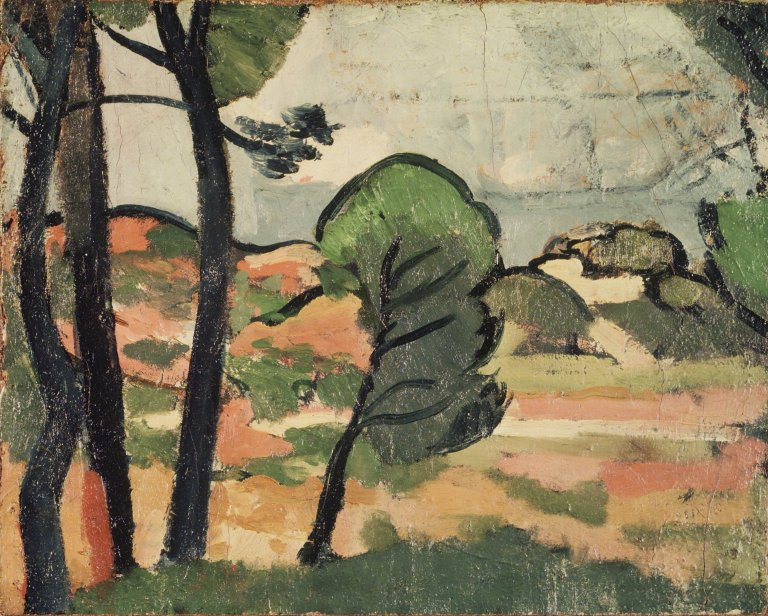
André Derain: Paysage de Provence, 1908
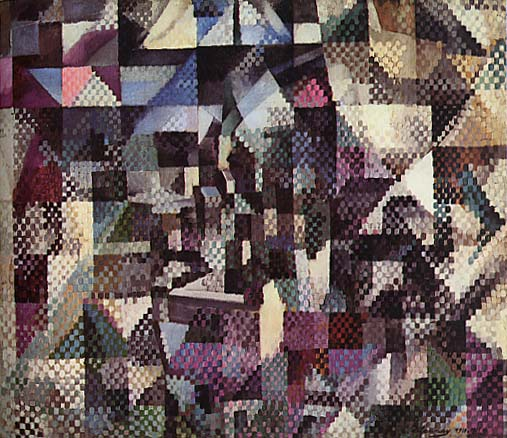
Robert Delaunay: Les Fenêtres sur la ville, 1912
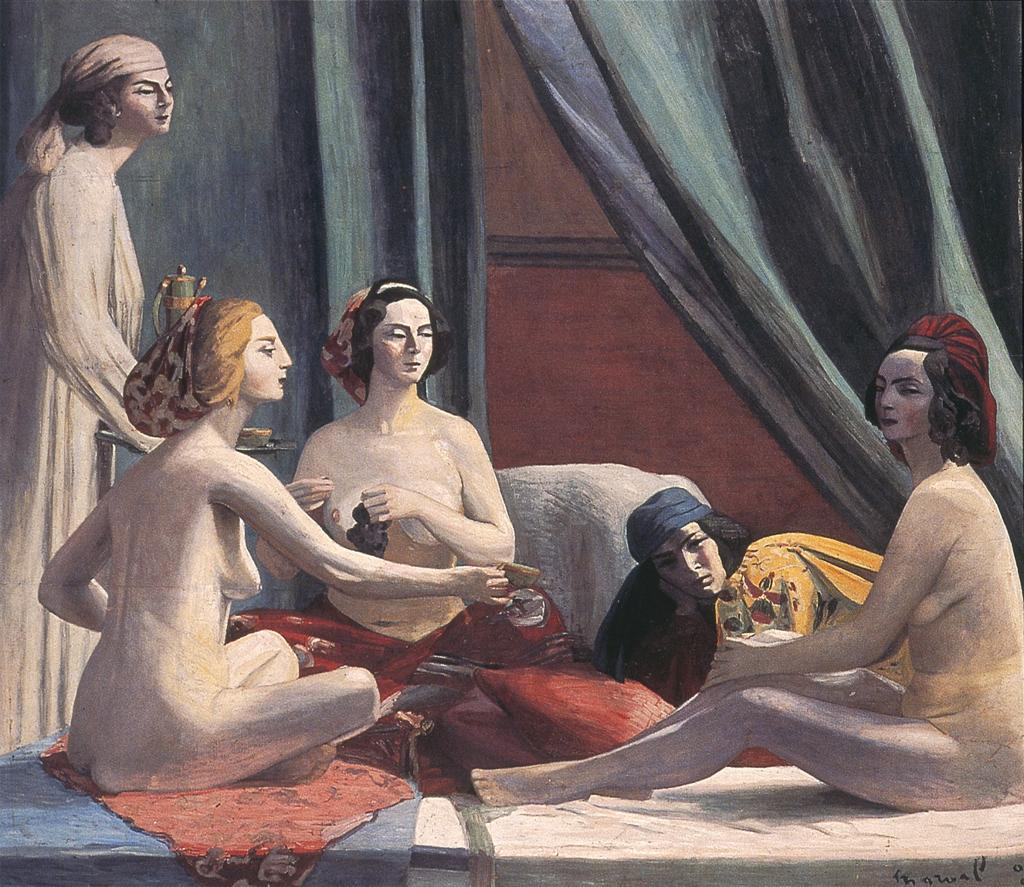
Jacqueline Marval: Les Odalisques, 1902/03
Édouard Manet: Combat de taureau, 1866
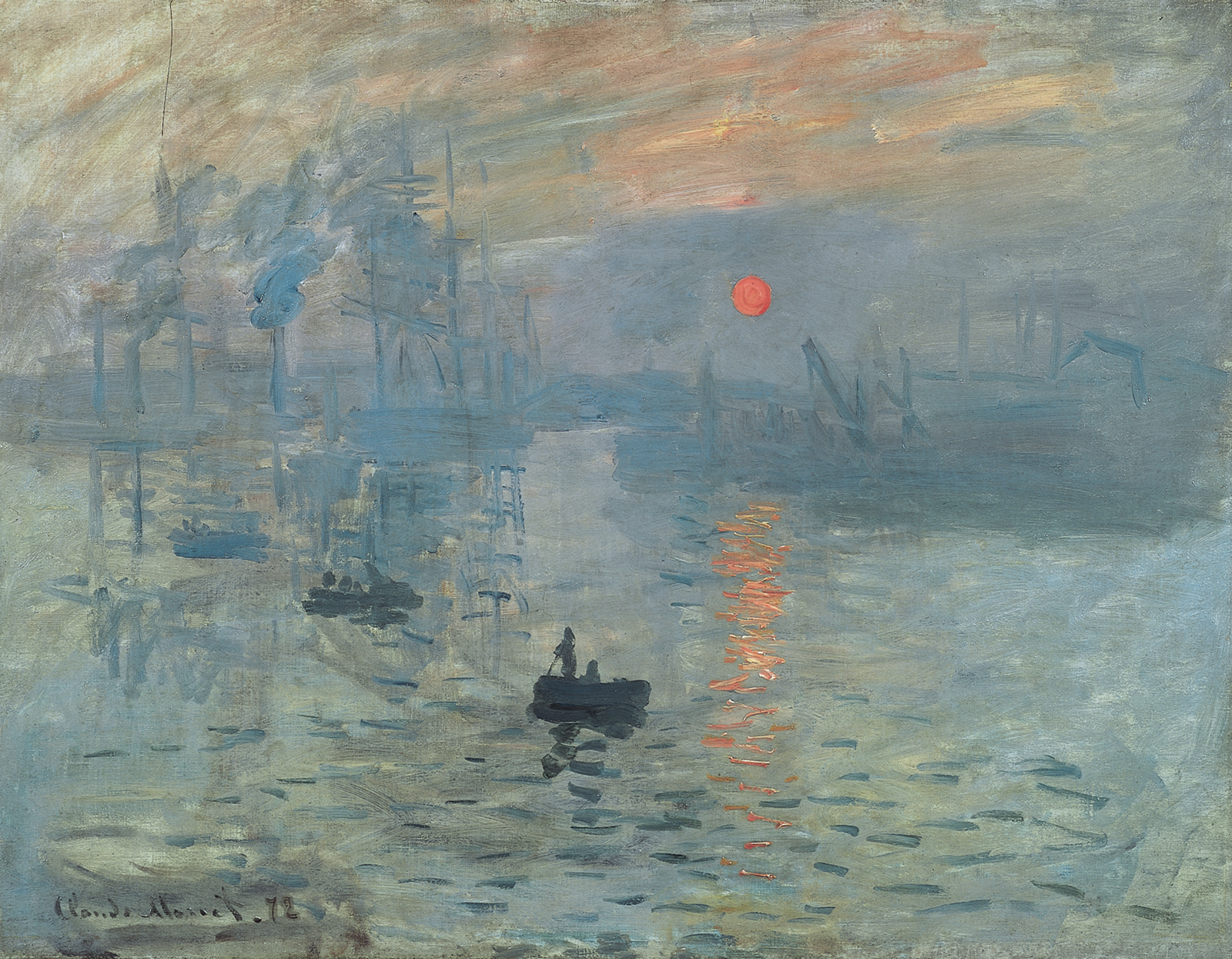
Claude Monet: Impression, soleil levant, 1872
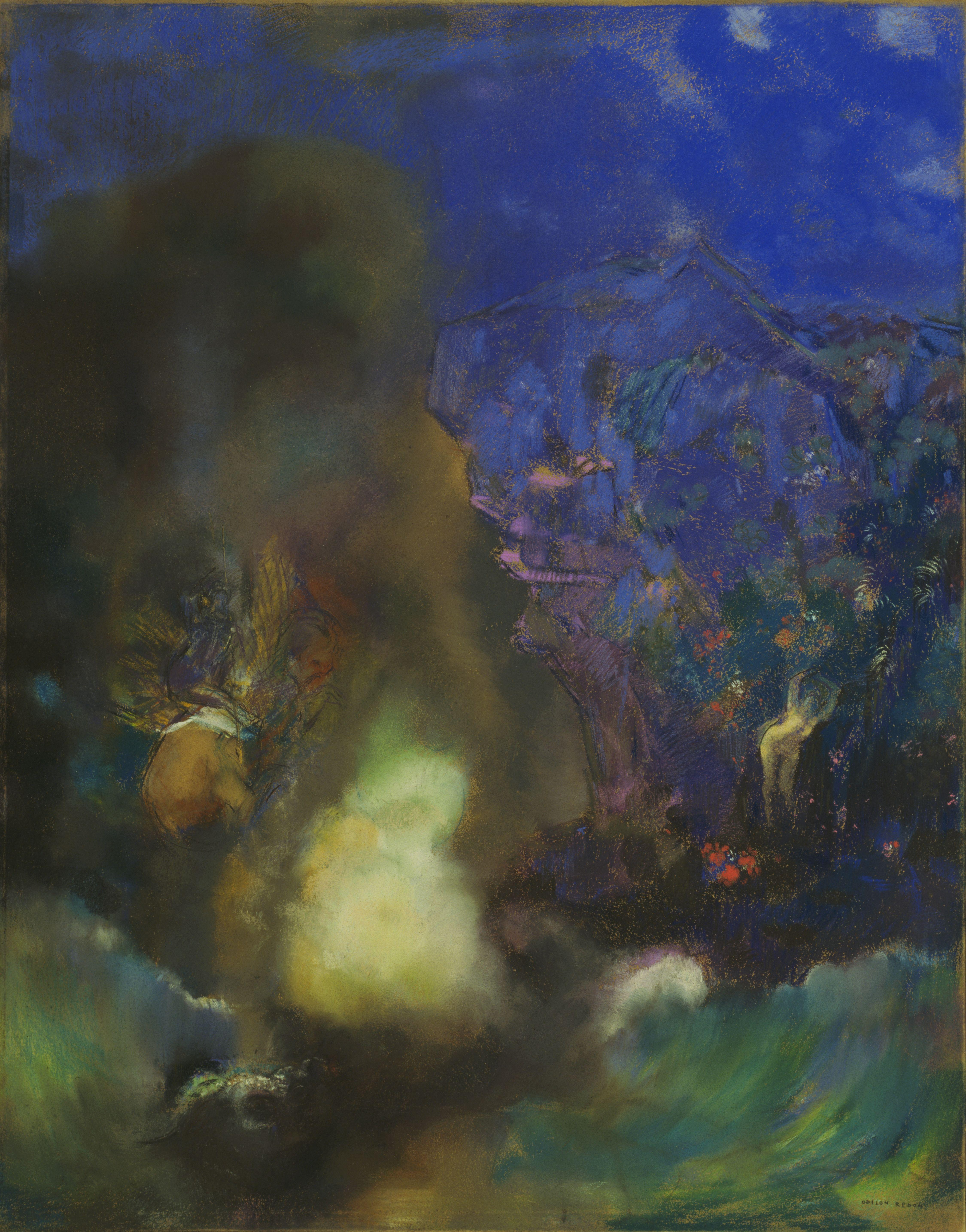
Odilon Redon: Roger et Angélique, 1910
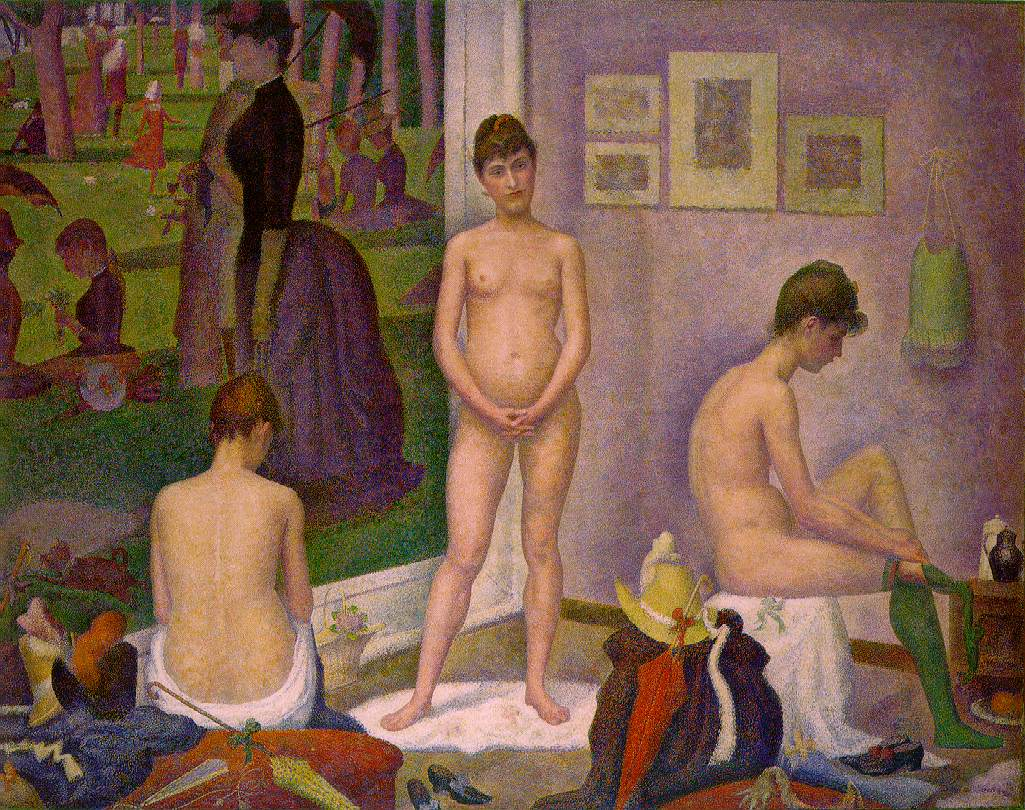
Georges Seurat: Les Poseuses, 1888
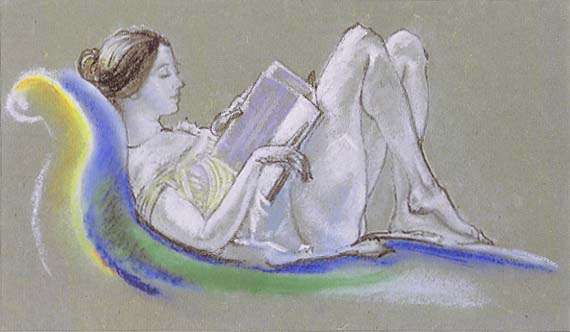
Arthur B. Davies: Reclining Woman, 1911, Zeichnung, Pastell auf grauem Papier
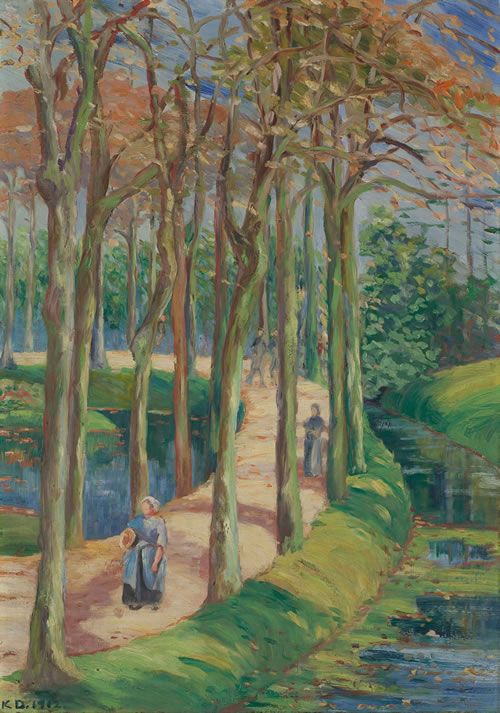
Katherine Sophie Dreier: Landscape with Figures in Woods or The Avenue, Holland, um 1911/1912
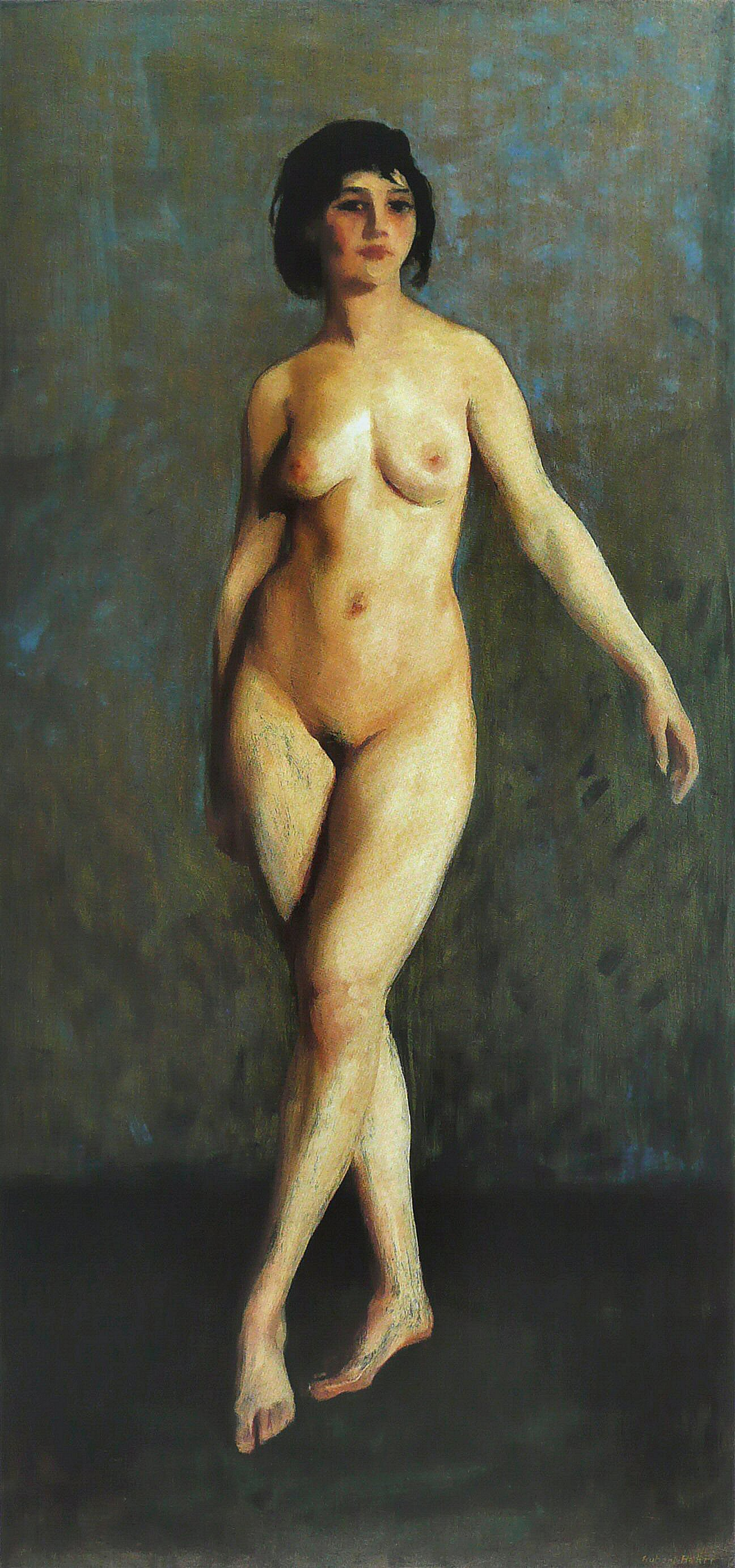
Robert Henri: Figure in Motion, 1913
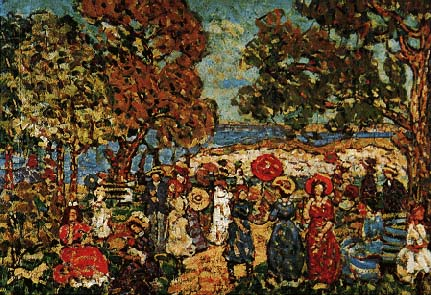
Maurice Brazil Prendergast: Landscape With Figures, 1913
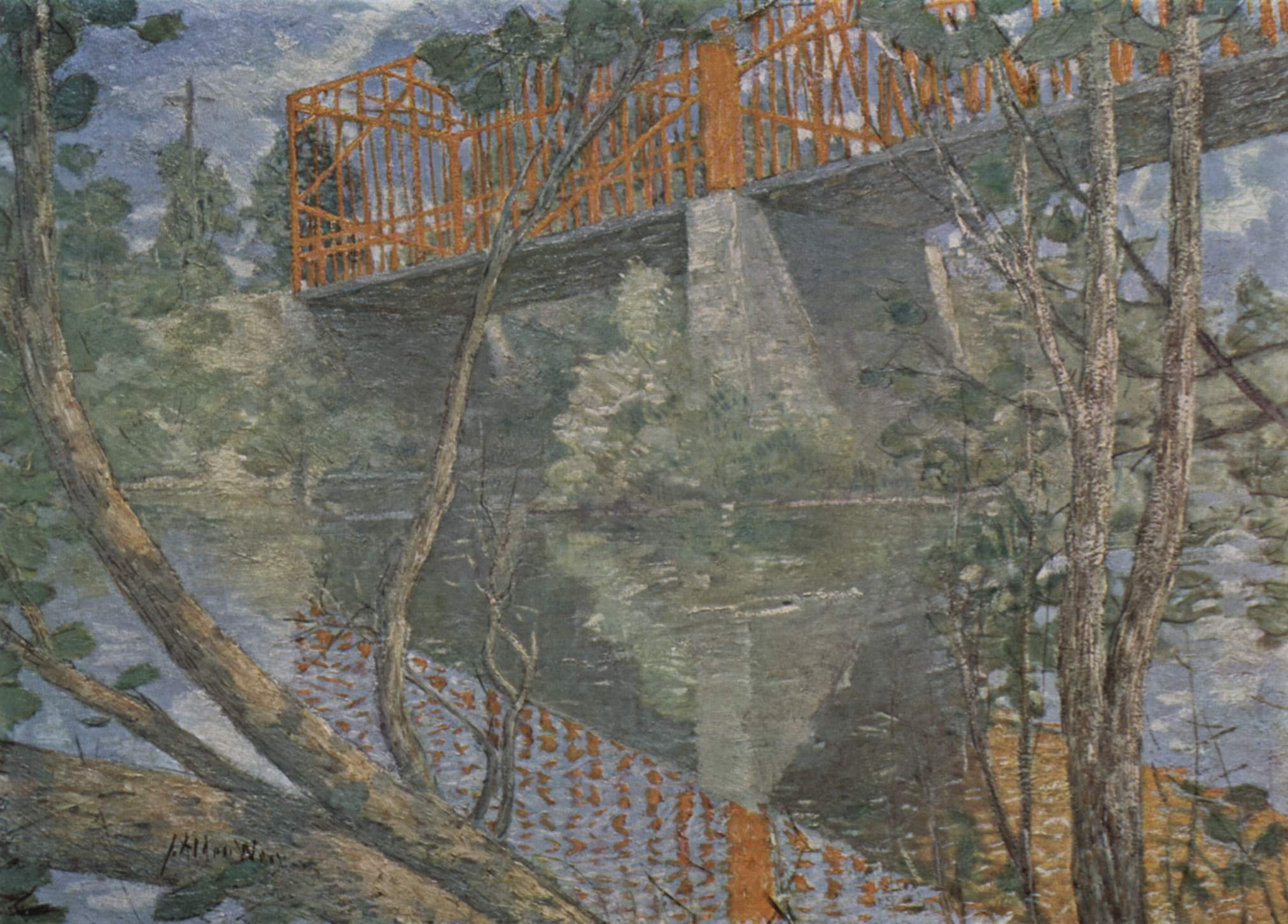
Julian Alden Weir: The Red Bridge, 1895
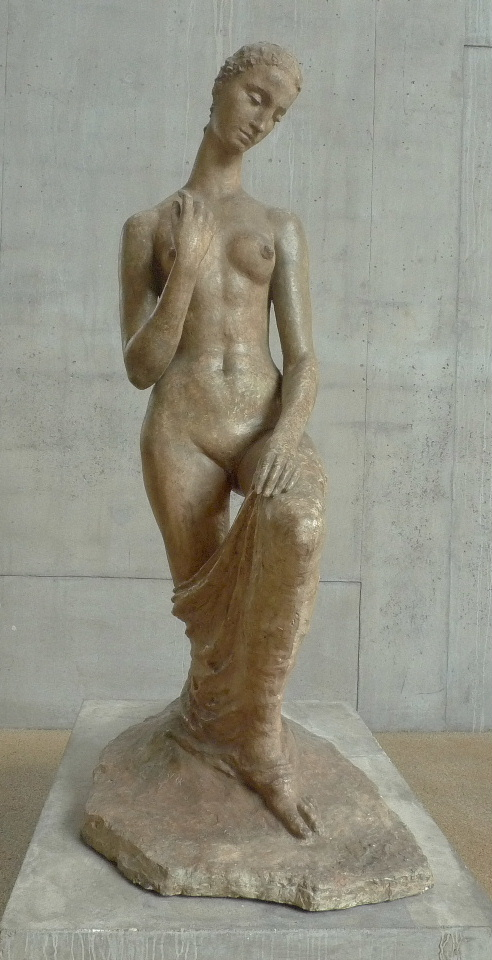
Wilhelm Lehmbruck: Kniende, 1911
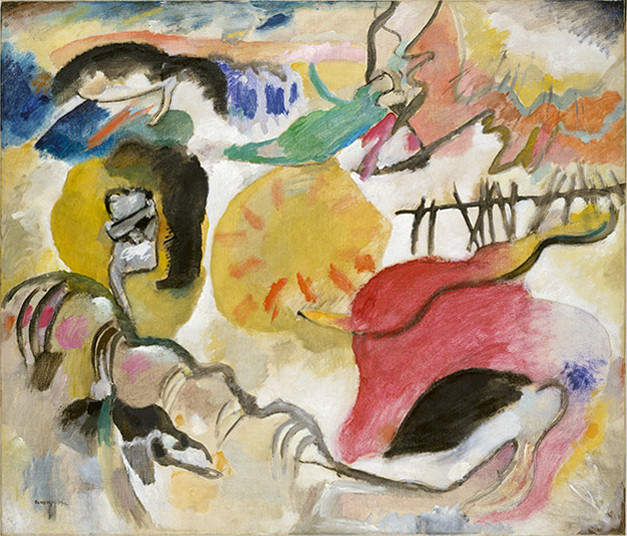
Wassily Kandinsky: Improvisation 27, Garden of Love II, 1912
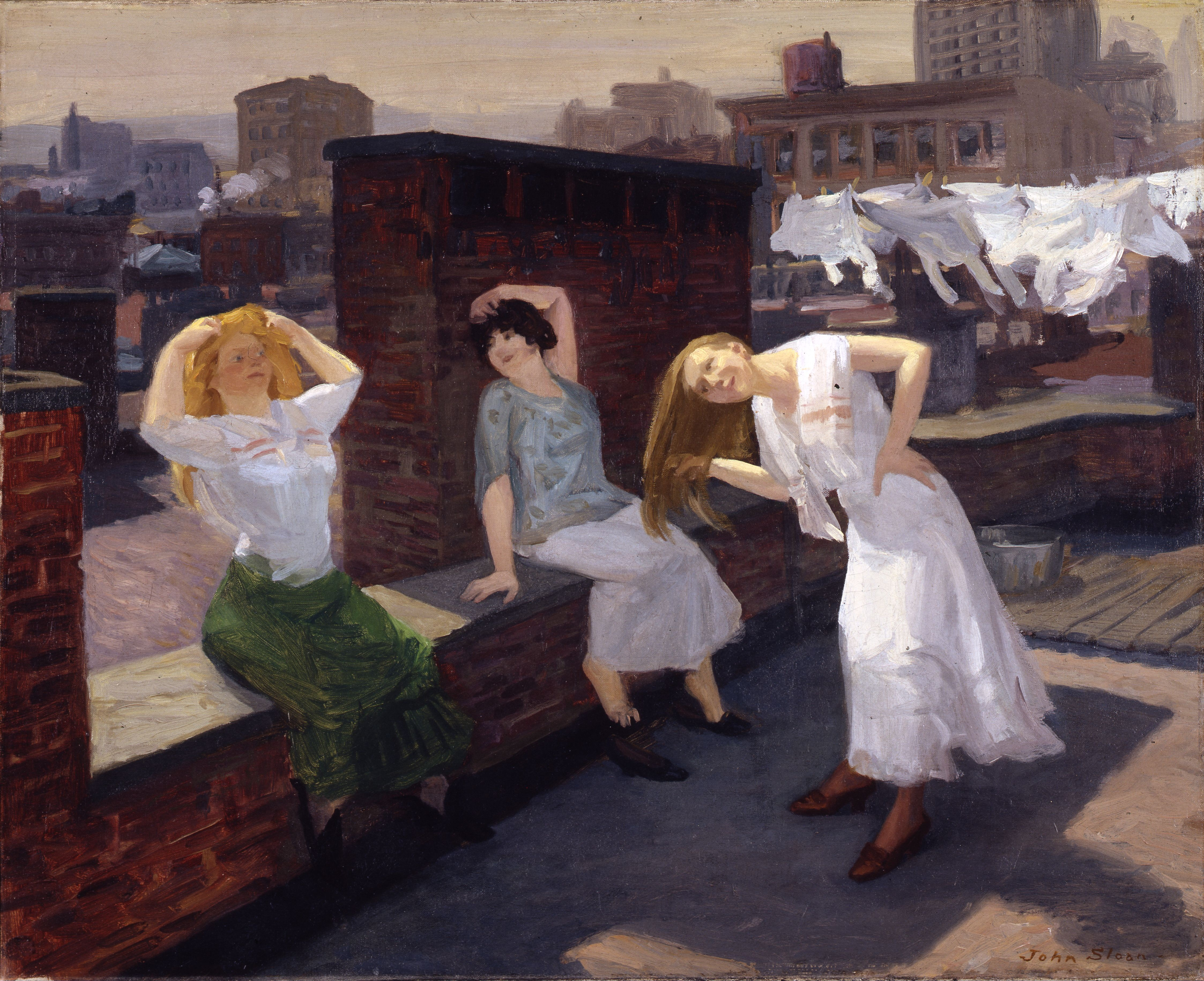
John French Sloan: Sunday, Women Drying Their Hair, 1912
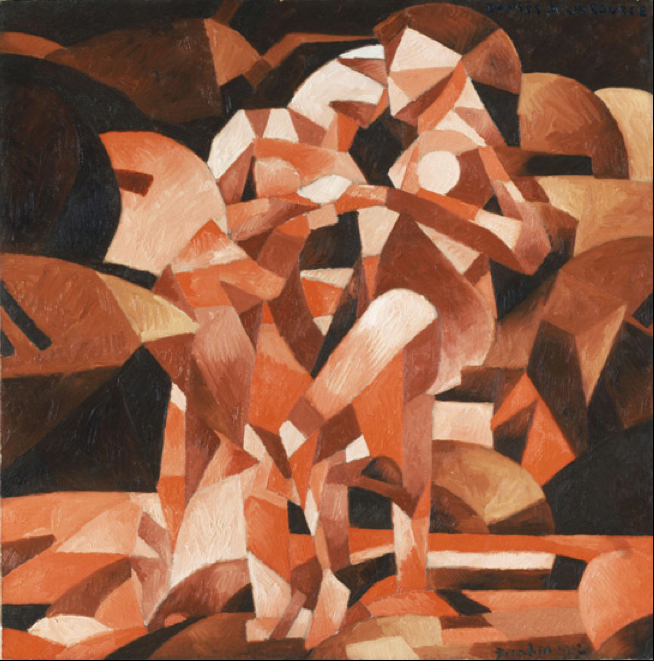
Francis Picabia: The Dance at the Spring, 1912

Gezeigt wurden von Pablo Picasso acht Arbeiten, darunter zwei Stillleben, die Zeichnung Frauenakt von 1910, Frau mit Senftopf von 1910 und die Bronze Frauenkopf von 1909, eine Leihgabe von Alfred Stieglitz; von Henri Matisse vier Gemälde, darunter Blauer Akt (Erinnerung an Biskra) aus dem Jahre 1907, eine Leihgabe von Leo Stein; von Braque Mozart Kubelick aus dem Jahre 1912; Gleizes Mann auf dem Balkon von 1912; sowie vier Skulpturen, darunter Ruhe von 1912 und Familienleben aus demselben Jahr von Alexander Archipenko. Constantin Brâncuși zeigte The Kiss aus dem Jahre 1907, Mädchentorso von 1909, Die schlummernde Muse von 1910, Eine Muse von 1912 und mit Mademoiselle Pogany eine Marmorskulptur, die er 1912 vollendete und zu deren Vorbild der Künstler die in Paris studierende ungarische Malerin Margit Pogany nahm. Im Jahre 1914 wurde die Skulptur in der Galerie 291 ausgestellt und durch John Quinn, auf Vermittlung von Alfred Stieglitz, vom Künstler erworben.
Unter den amerikanischen Künstlern waren Walter Pach mit fünf Radierungen und fünf Ölbildern, darunter Portrait of Gigi Cavigli (1912), Robert Henri, John French Sloan mit Night Windows (1910) und Sunday, Women Drying their Hair (1912), George Benjamin Luks mit The Spielers (1905), Arthur B. Davies mit Jewel-Bearing Tree of Amity (1912), William Glackens, Everett Shinn, Ernest Lawson, und Maurice Prendergast, bekannt als The Eight; ferner Max Weber, Charles Sheeler, Jo Davidson, Alfred Maurer mit vier Gemälden, Edward Hopper mit Sailing (1911), Julian Alden Weir mit The Red Bridge (1895), John Marin mit Brooklyn Bridge (ca. 1912), George Bellows, Stuart Davis, Mary Cassatt, Katherine Sophie Dreier sowie Albert Pinkham Ryder mit zehn Arbeiten vertreten.
Als deutschen Bildhauer zeigte man Wilhelm Lehmbruck mit zwei Skulpturen, darunter den 1911 in Paris entstandenen Steinguss Die Kniende, und „einigen Zeichnungen […], die Kuhn bei dem Künstler direkt erhalten hatte“ und dessen Werk Kritiker damals mit einer einzigartigen und durchdringenden Kraft beschrieben. Der Dichter Theodor Däubler beschrieb Die Kniende 1916 als das „Vorwort zum Expressionismus in der Skulptur.“ Heute befindet sich der Guss aus der Armory Show im Museum of Modern Art in New York, ein weiterer in den Staatlichen Kunstsammlungen in Dresden. Ernst Ludwig Kirchner war unter anderem mit dem Ölbild Die Straße von 1908 und der Zeichnung Die Treppe im Wirtsgarten in Steglitz von 1911 vertreten. Von Olga Oppenheimer wurden sechs Holzschnitte gezeigt.

### Kritik in Öffentlichkeit, Politik und Kunst
Marcel Duchamp: Akt, eine Treppe herabsteigend Nr. 2, 1912
 Externer Weblink !
- Nude Descending a Staircase (No. 2)

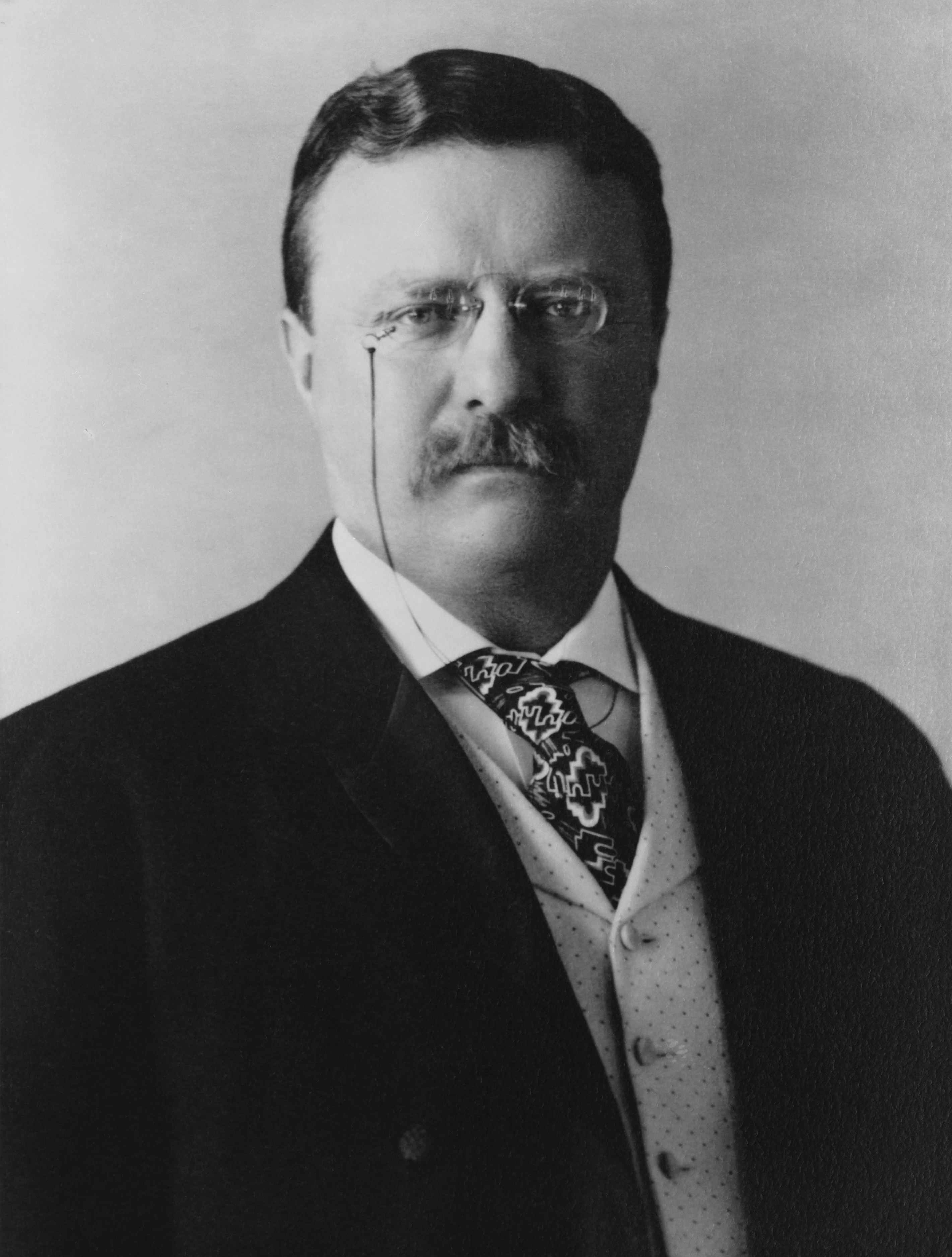
US-Präsident Theodore Roosevelt befand: „Das ist keine Kunst!“. Fotografie der Pach Brothers, 1904

Das einen öffentlichen Skandal auslösende Bild Akt, eine Treppe herabsteigend Nr. 2, heute im Philadelphia Museum of Art, von Marcel Duchamp, wurde von den New Yorkern als „Explosion in einer Ziegelfabrik“ beschrieben und machte ihn in Amerika zu einer bekannten Persönlichkeit. Man „setzte einen Preis aus für den, der den Akt finden könne, schrieb Spottgedichte, zeichnete Bilderwitze, Leute kamen um zu gucken und zu kichern, und jemand behauptete […] es handele sich um einen männlichen Akt.“:S. 53. Das Bild „brüskierte nicht nur das bürgerliche Publikum, sondern auch die Kubisten und Futuristen, die doch damals als die fortschrittlichsten galten. […] Nicht nur die offizielle Kunstwelt, auch die Avantgarde war auf ein solches Werk überhaupt nicht vorbereitet, das alles bisherige in den Schatten stellte, weil es die gesamten Regeln und Gesetze der Kunst über den Haufen warf.“ Der ehemalige Präsident Theodore Roosevelt, der am 4. März 1913 die Ausstellung besuchte, versuchte sich in einer Deutung des Bildes von Duchamp, in dem er es mit seinem Navajo-Teppich in seinem Badezimmer verglich, wobei ihm der Teppich besser gefiele.
Es war jedoch nicht nur Duchamp, dem Kritik widerfuhr, sondern vor allem Henri Matisse, ausgestellt mit Arbeiten seiner Jugendzeit, der von allen zeitgenössischen Künstlern in der Ausstellung am umfassendsten vertreten war und dessen Malstil sich durch „Formverzerrungen und die willkürliche Verwendung von Farbe“:S. 53 f. auszeichnete, was dem Publikum unverständlich blieb. Der Kubismus als solcher, sein Stil und seine Werke, konnte, da dieser vom Publikum kaum zu entziffern war, einfach ignoriert oder rational diskutiert und verworfen werden. Dadurch, dass die Kunst des Fauvismus mit seiner emotionalen Heftigkeit dem amerikanischen Publikum jedoch gänzlich fremd war, war es vor allem Matisse, den die amerikanische Kritik mit „ätzenden Angriffen“ traf. „Sie waren böse, hinterhältig und in ihrer Grausamkeit geradezu psychotisch.“ Hinzu kam, dass Matisse in Europa als hervorragender Maler und Zeichner galt, und so verwunderte es nicht, „daß seine Arbeiten für amerikanische Augen eine unerklärliche und willkürliche Unverschämtheit waren.“:S. 54.
Bei Man Ray, der die Armory Show besuchte, hinterließ die Ausstellung einen nachhaltigen Eindruck. Schon allein die Größe der europäischen Gemälde überwältigte ihn. Später sagte er: „Ich habe sechs Monate nichts getan – so lange habe ich gebraucht, um zu verdauen, was ich gesehen hatte.“ Bei der, in seinen Augen „zweidimensionalen“ Kunst seines Geburtslandes hingegen „[…] habe er geradezu eine Abneigung gegenüber Gemälden gehabt, bei denen kein Raum für eigene Überlegungen blieb.“

## Rückblick und Nachwirkungen
Die Armory Show mit ihrer für die damaligen Verhältnisse dramatischen Präsentation gilt, rückblickend betrachtet, als eine der für die Öffentlichkeit und Kunstwelt bedeutendsten und revolutionärsten Ausstellungen europäischer Kunst, die die USA erlebten. Jedoch hatte Alfred Stieglitz schon 1908 in kleinerem Rahmen mit der Photo-Sezession in seiner Galerie 291 auf der Fifth Avenue in New York einige Zeichnungen von Auguste Rodin ausgestellt und im folgenden Jahr Zeichnungen von Henri Matisse gezeigt, ferner Werke von Édouard Manet, Auguste Renoir, Henri de Toulouse-Lautrec und Pablo Picasso, sowie in den nächsten fünf Jahren Werke von Alfred Maurer, John Marin, Henri Toulouse-Lautrec, Henri Rousseau, Max Weber, Paul Cézanne, Marsden Hartley, Arthur Garfield Dove und Abraham Walkowitz; damit hatte er die „Gerüchte über eigenartige und revolutionäre Entwicklungen in der europäischen Kunst“ in die USA getragen.
1913 hatte die Ausstellung die Selbstzufriedenheit der amerikanischen Kunstwelt erschüttert, die neue Kunst, die das Publikum sah, schockierte. Man beschimpfte die Künstler als „Schwindler“, als „Verrückte“ und „Degenerierte“. Die damaligen Kritiker tobten, da sie um ihre künstlerischen Wertmaßstäbe fürchteten. Alle Beschimpfungen, alle Belustigungen, ebenso durch die Presse, trugen eher zu einer noch größeren Werbepropaganda bei, was wiederum noch mehr Besucher anzog, den Sinn der Show bestätigte und letztlich zu einer Kommerzialisierung führte.
Die National Academy of Design verzeichnete nach der Armory Show einen starken Mitgliederverlust jüngerer Künstler, die nicht mehr daran interessiert waren, dort auszustellen. Die Association of American Painters and Sculptors organisierte niemals wieder eine zweite Ausstellung, ihre Mitglieder zerstritten sich und traten aus der Vereinigung, die sich 1916 endgültig auflöste, aus. Im Dezember desselben Jahres wurde in Nachfolge der Association of American Painters and Sculptors die Society of Independent Artists, eine von Marcel Duchamp und zehn weiteren Künstlern gegründete Verbindung, ins Leben gerufen. Sie hatte im April 1917 ihre erste und größte, Big Show genannte, Ausstellung, in der um die 2.500 Werke von insgesamt etwa 1.200 Künstlern im Grand Central Palace in New York gezeigt wurden, darunter Arbeiten von Constantin Brâncuși und Pablo Picasso. Bis in das Jahr 1944 veranstaltete sie jährliche Ausstellungen.

### Kunsthistorische Wirkung

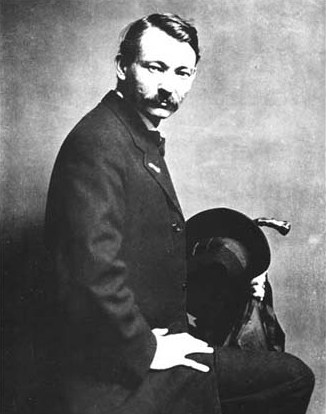
Der Maler Robert Henri war eine der Schlüsselfiguren der Ausstellung.
Fotoporträt von Gertrude Käsebier, um 1907

Nach der Armory Show wurde der postimpressionistische Realismus, den vor allem Alfred Stieglitz als Pionier der New Yorker Galeristen und Robert Henri als Schlüsselfigur der Ausstellung bereits pflegten und proklamierten, zunächst vom dominierenden europäischen Modernismus überschattet. Stieglitz hatte die sukzessive Abkehr von der europäischen Malerei zur Emanzipation der regionalen Künstler bereits „intern“ in seinen streng konzipierten Ausstellungen in der Galerie 291 vollzogen, indem er mit progressiven Malern wie Arthur Dove, Marsden Hartley, Georgia O’Keeffe, John Marin, Alfred Maurer oder Max Weber (dem „Stieglitz Circle“) einen ausgewählten Kreis von heimischen Künstlern kultivierte, der nachhaltig an der Entstehung einer eigenständigen amerikanischen Kunst mitwirken sollte.
Von der Fotografie her kommend, empfand Stieglitz den vorherrschenden (im Ursprung von Europa ausgehenden) Pictorialismus als lichtbildnerisches Pendant zum Symbolismus und Spätimpressionismus als obsolet und übertrug diese Sichtweise auf die Kunst im Allgemeinen. Bereits im Vorfeld der Armory Show hatte er in einem kämpferischen Leitartikel in der New Yorker Sonntagszeitung American unter dem Titel „Die erste gemeinsame Operation zur Wiederbelebung der Kunst“ die Leser aufgefordert, sich diese Ausstellung anzusehen, und reagierte mit der ersten Ausstellung eigener Fotografien in den Räumen seiner Galerie 291 seit 14 Jahren. Er wollte damit demonstrieren, was die Fotografie gegenüber der Malerei so unverwechselbar macht, so wie die Armory Show zeigte, was die Malerei gegenüber der Fotografie einzigartig macht.
Die Armory Show bewirkte in kürzester Zeit eine Welle von Galerie-Neugründungen mit nachimpressionistischen Ausstellungen, die unzusammenhängende Ideen mit ebenso beliebigen Malstilen lieferten. So fanden sich von den europäischen Modernisten übernommene Versatzstücke wieder, die sich unter allerlei Neologismen, wie beispielsweise die kurzlebigen „Faddists“ (ca. 1913/14), jeglicher kunsthistorischer Zuordnung (und Nachhaltigkeit) entzogen. Allein der Dadaismus prosperierte von dieser Zusammenhanglosigkeit, spiegelte er doch pointiert die fehlende Botschaft der Kunstschaffenden wider und übte in Duchamps und Picabias Anti-Kunst eine frühe Institutionskritik. Dennoch wurde der Radikalismus der Dadaisten von den Amerikanern mit wenigen Ausnahmen, wie beispielsweise Man Ray, nicht übernommen.
Die stärkste Nachwirkung zeigte bei den amerikanischen Künstlern jedoch die sezierende Bildsprache des synthetischen Kubismus (hier vornehmlich Duchamps Treppenakt), der sich zum Zeitpunkt der Schau auf dem Höhepunkt befand und noch mehrere Jahre von Malern wie Oscar Bluemner, Arthur Dove, Charles Demuth, Konrad Cramer, Man Ray, Joseph Stella oder Stanton Macdonald-Wright praktiziert wurde. In der Quintessenz taten sich die Amerikaner jedoch schwer mit den lyrischen, moralischen, romantischen und sozialen Aspekten, die der „modernisierten Kunst“ innewohnten, die sie in der Armory sahen. Das Publikum wollte diese neue Kunst schlichtweg nicht verstehen. Insofern war Kuhns Grundgedanke, eine künstlerische Revolution zu beschwören, teilweise gescheitert.
Der Armory Show folgten heftige Debatten, wer nun die „richtige“ Kunst mache: die Europäer oder die Amerikaner, die Modernisten oder die akademischen Maler. Von 1913 bis 1918 herrschte eine regelrecht hysterische Selbstfindungsphase in der amerikanischen Kunstwelt, aus der zunächst der kuborealistische Präzisionismus hervorging, der die Industrialisierung und Urbanisierung thematisierte. Ein signifikanter Maler war dabei Charles Sheeler, der sich als früher Fotorealist hervortat, indem er seine monumentalen Maschinenbilder und Fabrikszenarien nach Fotografien malte.

Robert Henri: Snow in New York, 1902

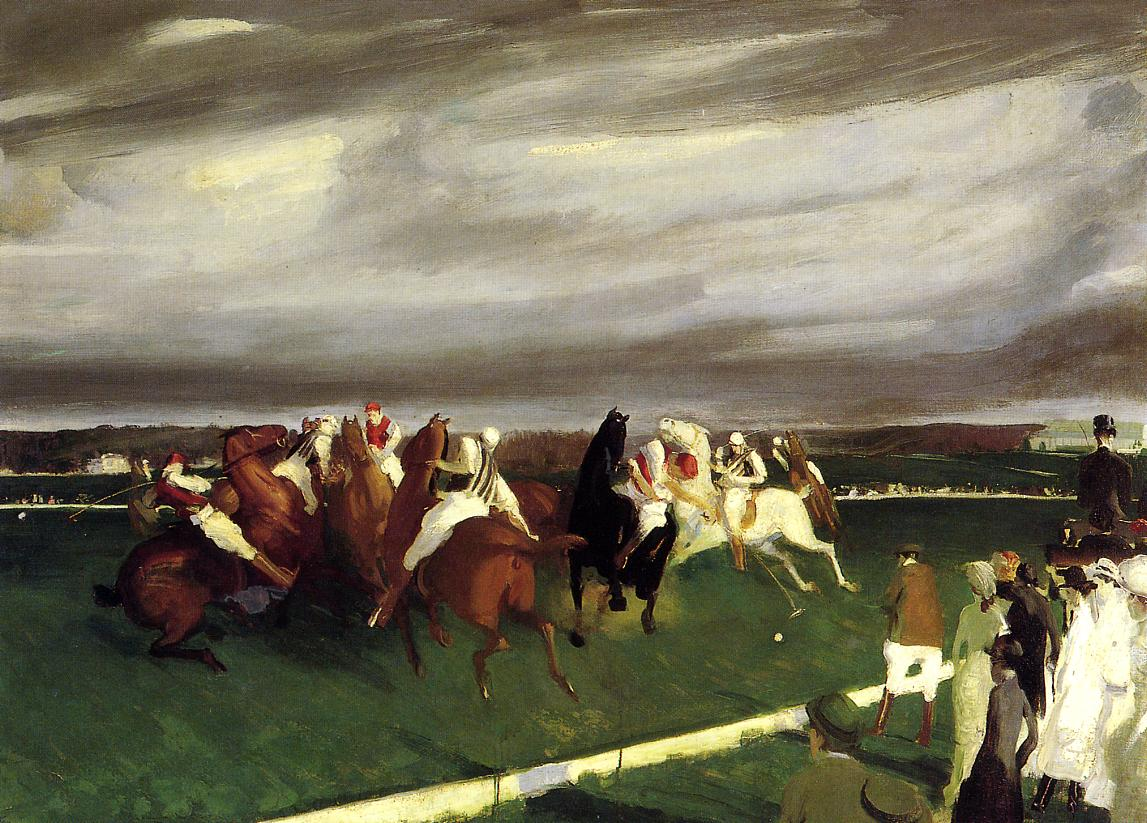
George W. Bellows: Polo at Lakewood, 1910 (aus der Ausstellung)

Robert Henri hatte mit Gemälden wie Snow in New York von 1902 bereits lange vor der Armory Show zu einer eigenen realistischen Bildsprache in der Malerei gefunden, die sich gleichermaßen in Fotografien von Alfred Stieglitz wiederfindet. Henri und die Protagonisten der späteren Ashcan School (ab circa 1934), die teilweise als kommerzielle Illustratoren für Zeitungen tätig waren, produzierten eine sozialkritische Malerei, die sich deutlich an der erwachenden Pressefotografie orientierte. George Bellows’ Gemälde von Boxkämpfern oder Polospielern beispielsweise spiegeln diese „malerische Berichterstattung“ vor Ort wider. Dieser eigenständige gesellschaftskritische Realismus war jedoch von der Armory Show zunächst ins Abseits gedrängt worden und fand erst eine Dekade später wirkliche Beachtung; so gelang Malern wie John Sloan oder Edward Hopper frühestens in den 1920er/1930er Jahren der Durchbruch. Diese Emanzipation vom europäischen Modernismus war schließlich mit der American Scene vollzogen und sollte sich spätestens in den Jahren der Depression in vereinzelten regionalistischen Tendenzen festigen.

### Wirkung auf beteiligte Künstler
Die an der Ausstellung beteiligten Künstler nahmen die teilweise heftigen Reaktionen des Publikums unterschiedlich auf. Der Maler und Architekt Oscar Bluemner bemerkte: „Die Ausstellung der neuen Kunst aus Europa schlug ein wie eine Bombe, bevor die Leute überhaupt wieder zu Atem gekommen waren, schleuderten auf einmal einige pflaumengestopfte Autoritäten des alten Regimes ihren ganzen Dreck aus Wut und Verachtung gegen die Kubisten“, womit er auf die konservativen Mitglieder der institutionalisierten National Academy of Design anspielte.
Der Maler John Sloan, ein Schüler von Robert Henri, meinte, die Ausstellung habe zweifellos einen starken Einfluss auf seine Arbeit gehabt, und Stuart Davis, einer der jüngsten Teilnehmer der Ausstellung und ebenfalls Schüler von Henri, gelobte „von nun an ein moderner Künstler zu werden.“
Ian Dejardin, der Direktor der Londoner Dulwich Picture Gallery, zeigte im Frühjahr 2008 die neuzeitliche Ausstellung Coming of Age: American Art, 1850s to 1950s und verwies auf den befreienden Einfluss [durch die Europäer]: „[…] in unserer Ausstellung kann man sehen wie sehr Künstler wie Arthur Dove von Matisse beeinflusst worden sind – dennoch sieht sein Werk frisch und anders aus.“

### Die kommerzielle Verwertung

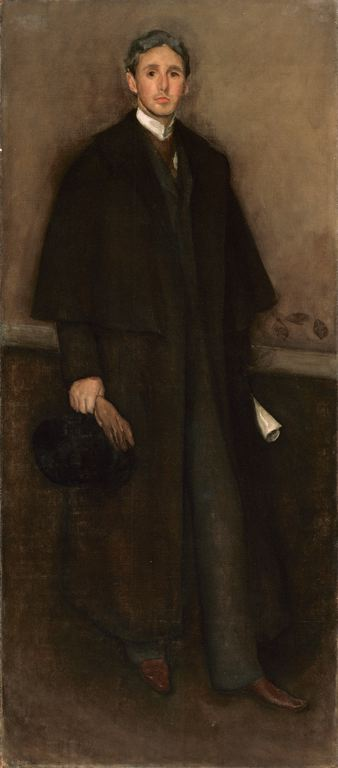
James McNeill Whistler: Porträt Arthur J. Eddy

Die Armory Show übte nicht nur einen großen Einfluss auf die amerikanischen Künstler aus, die sich den neuen Strömungen in der Kunst anschlossen, gleichfalls zeugten die Verkaufszahlen von den sich anbahnenden Veränderungen auf dem Kunstmarkt, nicht nur in Amerika, sondern weltweit. 250 Arbeiten von insgesamt 200 europäischen und 50 amerikanischen Werken wurden verkauft, ein Marktwert von 45.000 Dollar. Der Markt für moderne Kunst stieg rapide an. Der Rechtsanwalt Arthur Jerome Eddy erwarb eine Skulptur von Constantin Brâncuși und baute hiernach eine Sammlung moderner Kunst auf. Weitere Sammler wie Albert C. Barnes und Stephen C. Clark kauften einige Werke aus der Ausstellung. Alfred Stieglitz erwarb für 500 Dollar Kandinskys Improvisation Nr. 27 und Duchamps Akt eine Treppe heruntersteigend wurde für 324 Dollar von Frederic C. Torrey, einem Kunsthändler aus San Francisco, ungesehen gekauft. Den ersten Ankauf eines Cézannes durch ein amerikanisches Museum tätigte das Metropolitan Museum of Art, das das Bild La Colline des Pauvres für 6.700 Dollar erwarb, der damals höchste Preis eines einzelnen Werkes. Viele neue Galerien wurden eröffnet, so im Dezember 1913 die Daniel Gallery, und im darauffolgenden Jahr eröffnete Stephen Bourgeois eine Galerie alter und neuer Meister. Bald kamen weitere dazu, so die von John Quinn unterstützte Carrol Gallery und die von Marius de Zayas geleitete Modern Gallery. Im National Arts Club sowie in vielen privaten Galerien New Yorks wurden die modernen amerikanischen Künstler gezeigt.
Zudem bewirkte die Armory Show ein Anwachsen der Besucherzahlen im legendären Kunstsalon der amerikanischen Schriftstellerin Gertrude Stein in Paris, den sie, nach dem Ausscheiden ihres Bruders Leo Stein, zusammen mit ihrer Freundin Alice B. Toklas leitete. In ihren Räumen hatte sie die moderne Kunst von Cézanne und Picasso ausgestellt. Stein war auf Anraten ihrer Freundin Mabel Dodge nach New York gekommen, um die Ausstellung zu sehen. Unter ihrer Patronage standen die beiden Künstler Marsden Hartley und Alfred Maurer, die sie bereits aus Paris kannte. Steins 1912 verfasstes Schriftstück Portrait of Mabel Dodge at the Villa Curonia wurde während der Ausstellung verteilt und stellte den einzigen literarischen Beitrag dar.
Eine schriftstellerische Aufbereitung der Armory Show findet sich in dem 1922 erschienenen Roman Peter Whiffle: His Life and Works von Carl van Vechten sowie in dem autobiografischen Werk Movers and Shakers, das Mabel Dodge Luhan 1936 veröffentlichte.

### Retrospektiven,The Armory Show
Zum fünfzigsten Jubiläum der Armory Show im Jahre 1963 fand vom 17. bis 31. März im Munson-Williams-Procter Institute in Utica sowie vom 6. bis 28. April im Ausstellungsraum von 1913, dem Zeughaus Lexington Avenue/25th Street, New York, eine Retrospektive der Show statt, zu der Marcel Duchamp in einer Rede über die damaligen Künstler sprach. Duchamp konstatierte:

„In Europa wurde die gleiche Periode, von 1910–1914, die heroische Epoche der modernen Kunst genannt und sie hatte ihre Krämpfe in den Ausstellungen der Unabhängigen und der Salon d’Automne von 1911 und 1912. Doch die Reaktion des europäischen Publikums war nur ein milder Schrei der Empörung im Vergleich zu der negativen Explosion bei der Armory Show. Das Publikum von 1963 wird sicherlich nicht mehr schockiert sein. All diese Bilder und Skulpturen wurden in den vergangenen 50 Jahren so oft gesehen und reproduziert und besonders nachdem sie ein Teil der Kontroverse von 1913 gewesen waren, haben die meisten ihren Wert gefestigt […] mit anderen Worten, heutzutage ist das Publikum bei der Beurteilung auf einem verständnisvolleren und kritischeren Niveau und voller Konzentration […] sicherlich wird beim abschließenden Urteil ein Gefühl der Ehrfurcht mit nostalgischen Untertönen über unsere gegenwärtigen ästhetischen Maßstäbe siegen.“

Im Januar 2002 zeigte das Museum of Contemporary Art in Belgrad, basierend auf einer Produktion der Galerie Scuc in Ljubljana in den 1980er Jahren, mit Hilfe von Kopien der Kunstwerke der Ausstellung von 1913 eine Rekonstruktion der Armory Show, nachdem im Umfeld der Galerie schon in den Jahren 1986 und 1987 verblüffende Fiktionen für Aufsehen gesorgt hatten. Im Jahre 1986 tauchte eine Postkarte mit Duchamps Akt eine Treppe heruntersteigend auf, die den Beginn des Jahrhunderts verkündete und der Mitteilung, dass die International Exhibition of Modern Art vom 11. November bis 9. Dezember 1993 im Zeughaus des 69. New Yorker Regiments gezeigt werde. Im New Yorker Artists Space tauchte 1987 ein Videoband auf, das eine stark verspätete und verbesserte Armory Show dokumentierte. Das Band zeigte die Ausstellung und Werke der frühen Ikonen der Moderne, so Picasso, Matisse, Duchamps Urinal sowie jüngere Künstler, wie René Magrittes Ceci n’est pas une pipe, ein Flag Painting von Jasper Johns, Streifenbilder von Frank Stella und den Picasso von Roy Lichtenstein. Ferner zeigte eine Wand eine ganze Reihe Malewitschs, eine andere war mit Werken von Piet Mondrian behängt. Die Werke wurden mit fiktiven Datierungen versehen. So war ein Duchamp auf das Jahr 2019 datiert und ein Werk von Joseph Kosuth war 1905 entstanden.

### Eine späte „gerichtliche Rehabilitierung“
Die Ausstellung Sensation der Young British Artists, die vom September 1998 bis zum Februar 1999 im Brooklyn Museum of Art in New York gezeigt wurde, geriet 1999 zu einem Skandal, als der damalige New Yorker Bürgermeister Rudy Giuliani heftigst gegen die Künstler vorging und vor allem das Gemälde Heilige Jungfrau Maria (1996) von Chris Ofili attackierte, obwohl er das Werk überhaupt nicht gesehen hatte. Ofilis provokantes Werk zeigte ein Marienbildnis mit Elefantenkot, und Giuliani sah darin einen „unentschuldbaren Angriff auf die Religion“. Er drohte mit einer Kürzung des Museumsetats und dem Vorstand mit Kündigung. Der Streit endete in einer erfolgreichen Klage des Museumsvorstands gegen Giuliani. Das Gerichtsurteil zog einen Vergleich mit der Armory Show von 1913:

„Ein Großteil der Kunst, die man heutzutage wertschätzt, wurde in ihrer eigenen Zeit mit Abscheu und Entsetzen aufgenommen. Das Brooklyn Museum selbst hat diesen historischen Prozess dokumentiert, durch Kunst, die schockiert und beleidigt, solange sie neu ist und schließlich akzeptiert und geschätzt wird, […] dies schließt Gemälde von Matisse, Braque und Picasso ein, bei denen Kindern verboten wurde, sie anzusehen, als sie nach New York kamen, um in der Armory Show gezeigt zu werden. Die New York Times schlussfolgerte 1913: ‚die Armory Show ist pathologisch.‘“

## New Yorker Kunstmesse
Die 1994 von vier New Yorker Galerien ins Leben gerufene Kunstmesse Gramercy International Art Fair nennt sich seit ihrem Umzug in die Armory im Jahre 1999, angelehnt an die Ausstellung von 1913, The Armory Show – The International Fair of New Art. Sie findet mittlerweile in den Lagerhallen von Pier 92 und 94 am Hudson River statt. Die neue Armory Show ist eine jährliche kommerzielle Messe für zeitgenössische Kunst und heute die größte Kunstmesse der Vereinigten Staaten.